# Strada statale 27 (Polonia)
La strada statale 27 (sigla DK 27, in polacco droga krajowa 27) è una strada statale polacca che attraversa il Paese da Przewóz a Zielona Góra.